# Tajfun Morakot
Tajfun Morakot – tajfun, który wystąpił w pierwszej połowie sierpnia 2009 u wybrzeży Chin, Japonii, Filipin, Tajwanu oraz obu Korei. W wyniku kataklizmu zginęło 461 osób, a 192 uznano za zaginione.

## Ofiary katastrofy
| Kraj     | Ofiary śmiertelne |
| -------- | ----------------- |
| Tajwan   | 653               |
| Filipiny | 26                |
| Chiny    | 8                 |
| Razem    | 687               |